# 바이요크 타워 2
바이요크 타워 2(태국어: อาคารใบหยก 2)는 태국 방콕에 있는 마천루이다. 태국에서 제일 높은 314m의 마하나꼰 다음으로 높으며, 304m이다. 1 ~ 2층은 의류를 중심으로 하는 가게, 3 ~ 14층은 주차 공간, 17층 위는 바이요크 스카이 호텔, 77층에 전망대, 76층과 78층에 레스토랑이 있다.

## 같이 보기
- 마천루 목록
- 태국의 마천루 목록